# Мазур, Ежи
Е́жи Ма́зур (пол. Jerzy Mazur SVD; род. 6 августа 1953, Харловице, Польша) — епископ Римско-католической церкви, бывший ординарий епархии Святого Иосифа в Иркутске и апостольский администратор Карафуто, епископ Элка с 17 апреля 2003 года.

## Биография
Родился 6 августа 1953 года в Харловице (Польша). В 1972 году закончил общеобразовательный лицей, затем поступил в высшую духовную семинарию ордена миссионеров Божьего слова в Пененжно. В 1972 году вступил в новициат отцов-вербистов (Общество Слова Божия — Societas Verbi Divini). 22 апреля 1979 года был рукоположён в священника.
С 1980 по 1982 гг. обучался в Григорианском Университете в Риме. С 1983 по 1986 гг. был на миссионерской работе в Гане (Африка), затем 6 лет работал в Польше в высшей духовной семинарии.
С 1992 по 1998 гг. был руководителем Общества Слова Божия в Белоруссии, России и на Украине. Был настоятелем прихода в городе Барановичи (Белоруссия), редактором журнала «Диалог», а также директором Катехитического центра.
23 марта 1998 года Римский папа Иоанн Павел II назначил Ежи Мазура апостольским администратором Сибири и титулярным епископом Табунии. 31 мая 1998 года в Новосибирске состоялось рукоположение Ежи Мазура в епископа. До учреждения Апостольской администратуры Восточной Сибири был викарным епископом Апостольской администратуры Азиатской части России.
18 мая 1999 года был назначен апостольским администратором Восточной Сибири.
С 11 февраля 2002 по 17 апреля 2003 г. был ординарем епархии Святого Иосифа с центром в Иркутске. В 1999—2003 гг. был членом Конференции католических епископов России.
17 апреля 2003 года был назначен епископом Элка.

## Скандал с высылкой епископа из России

### Высылка из страны
19 апреля 2002 года епископ Ежи Мазур прилетел в Москву рейсом из Варшавы. В «Шереметьево-2» органы пограничного контроля изъяли у него паспорт, заявив, что «Мазур внесен в список лиц, которым запрещен въезд на российскую территорию». О причинах не сообщили. В 21:00 епископ Мазур был вынужден вылететь назад в Варшаву.

### Официальные комментарии
- Епископ Ежи Мазур, ординарий католической епархии св. Иосифа с центром в Иркутске, был выдворен из страны «в целях сохранения безопасности Российской Федерации». Это следует из ответа аппарата Уполномоченного по правам человека в Российской Федерации на запрос настоятеля иркутского католического прихода Непорочного Сердца Божией Матери священника Кшиштофа Коваля. В документе, подписанном советником отдела по религиозным вопросам и культурным правам И. А. Маркиной, сказано: «Из полученного по нашему запросу ответа Департамента консульской службы МИД России явствует, что решение… было принято компетентными органами в соответствии с п. 1 ст. 27 Федерального закона „О порядке выезда из Российской Федерации и въезда в Российскую Федерацию“». Одновременно МИД России, сказано в документе, уведомил, что «в соответствии с международной практикой государство пребывания не обязано сообщать мотивы решения об отказе во въезде на свою территорию». Первый пункт ст. 27 упомянутого закона гласит: «Въезд в Российскую Федерацию иностранных граждан или лицам без гражданства не разрешается в случае, если это необходимо в целях обеспечения безопасности государства».
- Федеральная пограничная служба Российской Федерации кратко пояснила, что Ежи Мазур не был допущен в Россию в соответствии со статьей 27 закона Российской Федерации «О порядке выезда и въезда в Российскую Федерацию».
- В пресс-службе церковно-научного центра «Православная энциклопедия» предположили, что, возможно, лишение визы Ежи Мазура стало следствием демарша Министерства иностранных дел России, которое еще в начале марта 2003 выразило официальный протест Ватикану в связи с его титулом. Официальный титул епископа звучит как «администратор Восточной Сибири и префектуры Карафуто». Префектура Карафуто существовала на Южном Сахалине в период с 1905 по 1945 годы, когда Южный Сахалин входил в состав Японии. Тот факт, что Ватикан включил в титул своего представителя название несуществующей на территории Российской Федерации административной единицы, по мнению внешнеполитического ведомства, означает, что «Ватикан де-факто признает Южный Сахалин японской территорией». МИД России расценил это как недружественный акт и вмешательство во внутренние дела России. Ватикан тогда не отреагировал на протест российской стороны.